# Burg Sulzburg (Breisgau)
Die Burg Sulzburg ist die Ruine einer Spornburg auf der 380 m ü. NHN hohen, auch „Schlössleberg“ genannten Anhöhe beim Klosterwald über der Stadt Sulzburg im baden-württembergischen Landkreis Breisgau-Hochschwarzwald in Deutschland.

## Geschichte
Die Burg wurde von den Herren von Uesenberg vermutlich in der zweiten Hälfte des 12. Jahrhunderts erbaut. 1157 werden die Herren von Uesenberg als Schirmvögte des Klosters Sulzburg genannt. Unter ihrer Herrschaft wurde der Ort mit Mauern und Türmen bewehrt und bekam um 1280 das Stadtrecht. Vermutlich vom Bistum Basel erhielten die Uesenberger (bis 1331) das Bergbaurecht, welches Kaiser Konrad II. um 1028 an das Basler Bistum verliehen hatte, sowie die Silbergruben in Sulzburg. In diesem Zusammenhang ist die Errichtung der Burganlage auf dem Schlössleberg zu sehen – sie diente dem Schutz und der Kontrolle des bedeutenden Bergbaus im Sulzburger Tal. Im Jahre 1439 erfolgte noch eine urkundliche Erwähnung der Burg, von ihrem Ende liegen keine Erkenntnisse vor.

## Anlage
Die Burganlage erhebt sich auf einem langgezogenen Felssporn aus Gneisgestein, der möglicherweise zu einem etwa haushohen Hügel künstlich aufgeschüttet wurde. Die abgeplattete, eingeebnete Kuppe bildet eine annähernd rechteckige Fläche von beinahe 50 m Länge und einer Breite um 20 m. Wenige, flache Eintiefungen im Nordteil deuten die Lage von Bauwerken bzw. von Fundamentresten im Erdreich an.

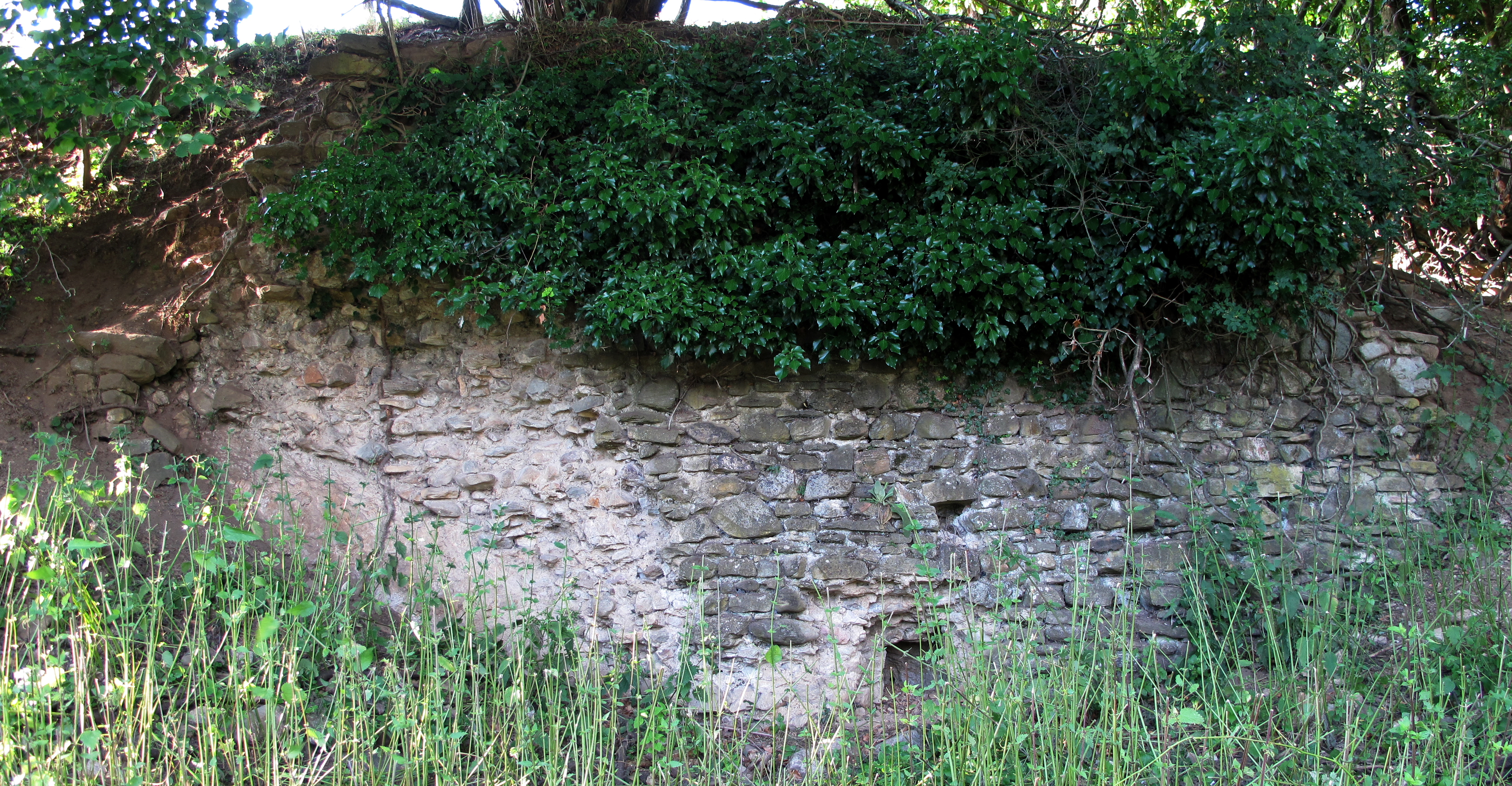
Südöstlicher Mauerabschnittsrest

An den schmalsten Stellen begrenzen Gräben die Burgstelle – zur Bergseite (Nordostseite), mit dem sich dort ausbreitenden Klosterwald, ein Halsgraben; talseitig (Südwestseite) ein flacherer, vorgelagerter Graben. An der Südecke formt sich ein 7 m breiter und an seiner Ostseite 5,5 m tiefer Mauervorsprung aus, der einer rechtwinklig angelegten Terrasse gleicht und von dem sich bis zu 2,5 m hohe Mauerfundamente erhalten haben. Daran anschließend zeigen sich über die gesamte Länge der südöstlichen Hangkante einzelne, als solche noch erkennbare Mauerreste; am Rand der Ostecke, ein großer etwa 7 m langer und 4 m hoher Mauerabschnitt. Auf der nordwestlichen Hügelflanke finden sich nur noch geringste Spuren einstigen Mauerwerks.